# Hillevi Nagel
Hillevi Nagel, född 1958, bosatt i Göteborg, är en svensk fotograf. Frilansfotograf utbildad vid Fotohögskolan Göteborg. Medverkar regelbundet i Folket i Bild/Kulturfront. Nagel arbetar mycket med detaljer i vardagsmiljöer i sin fotokonst.